# Туксбада
Туксбада (Ток-іспада, Турксабас) (674 або 681 — 724) — худат (володар) Бухарської держави в 674/681—724 роках. В арабських джерелах знаний як Тогшада (Тагшада).

## Життєпис
Походив з династії Бухархудатів. Син Бідуна, володаря Бухарської держави, та Берхан або Хутак-хатун, що можливо була донькою або іншою родичкою согдійського ішхида Шишпіра. Після загибелі батька 674 або 681 року (перша дата вірогідніше) Туксбада став володарем Бухари, але через малий вік владу перебрала мати. В цей час почалася боротьба з арабськими загарбниками. У 690-х роках регентша спільно з Тукаспадаком, іхшидом Согду й Алту-чором, іхшидом Фергани, виступила на підтримку присирдар'їнських міст, що повстали проти влади Кангарського плем'яного союзу.
У 705 році перебрав владу. В цей час відновлюється боротьба з арабами. Водночас Бухарська держава зменшилася до околиць Бухари, оскільки провідні міста, зокрема Пайкенд і Вардана, фактично стали незалежними. 706 року між ними почалася боротьба. На допомогу Туксбаду прийшли тюргеський каган Ушлік й согдійський іхшид Турхун. Проте протягом 707—708 років арабський валі Кутайба бін Муслім підкорив міста Бухарської оази, а 709 року захопив Бухару. Туксбада мусив визнати владу Омеядського халіфата, зобов'язався сплатити данину в 200 тис. дирхемів та дозволити розміститися арабській залозі в Бухарі.
У 712/713 році в Бухарі було зведено першу мечеть у цитаделі міста, а Кутайба оголосив про грошову винагороду кожному бухарцю, хто навернеться до ісламу. Але Туксаба залишився вірним зороастризму, цим слідом пішло більшість населення.
718 року спільно з Уграком, іхшидом Согда, й Тішем, худатом Чаганіану, відправив посольство до танського імператора Сюань-цзун з проханням допомогти проти арабів, але без певного у спіху.
Напочтаку 720-х років вступив в союз з тюргеським каганом Сулук-чором, але помер 724 року. Йому спадкував старший син Туксбада II.